# Tyler Rust
Russell Gene Taylor (* 26. Januar 1987 in Phelan, Kalifornien) ist ein amerikanischer Wrestler. Er stand zuletzt bei der WWE unter Vertrag und trat regelmäßig in deren Show NXT auf.

## Wrestling-Karriere

### Free Agent (2004–2020)
Im Alter von 16 Jahren begann er mit dem Training bei Empire Wrestling Federation. Sein erstes Match für die Promotion bestritt er am 27. März 2004. Nach diversen Fehden über die Jahre gelang es ihm am 9. Juni 2006, die EWF Cruiserweight Championship zu gewinnen. Die Regentschaft hielt 399 Tage, er verlor den Titel am 13. Juli 2007 an Markus Riot. 22 Tage nach dem Titelverlust gewann er den Titel erneut. Den Titel verlor er jedoch bereits nach 77 Tagen am 10. Oktober 2007 erneut. Bis August 2008 bestritt er diverse Turniere, welche er teils gewann. Am 23. August 2008 gewann er die EWF American Championship. Während dieser Regentschaft gelang es ihm nebenbei, auch die NWA Heritage Championship von TJ Perkins zu gewinnen. Bis Frühjahr 2009 gelang es ihm, beide Titel zu verteidigen.
Am 30. Oktober 2009 gelang es ihm, die EWF Heavyweight Championship zu gewinnen, hierfür besiegte er Brandon Gatson. Mit einer Regentschaft von 567 Tagen gelang es ihm, der längste Titelträger zu werden. Am 20. Mai 2011 verlor er den Titel an Johnny Starr. Am 12. August gewann er ihn jedoch wieder zurück. Die Regentschaft hielt jedoch nur 21 Tage, er verlor den Titel an Shaun Ricker. Zwischen 2013 und 2015 gelang es ihm zudem zwei Mal, die EWF Tag Team Championship zu gewinnen.
Während seiner Zeit bei Empire Wrestling Federation und diversen japanischen Promotions war er auch für Championship Wrestling from Hollywood tätig. Hier konnte er jeweils den MAV Television Championship, CWFH Heritage Tag Team Championship und UWN Tag Team Championship gewinnen.

### World Wrestling Entertainment (2020–2021)
Am 2. Dezember 2020 wurde bekannt gegeben, dass er bei der WWE unterschrieben hat und sein Training im WWE Performance Center beginnt. In der gleichen Nacht gab er sein Debüt in einem Segment mit Timothy Thatcher. Am 16. Dezember 2020 gab er sein In-Ring-Debüt, hier unterlag er Tommaso Ciampa. Eine Woche später, am 23. Dezember 2020, gelang ihm sein erster Sieg, sein Gegner war Ariya Daivari. Am 6. August 2021 wurde er von der WWE entlassen.

## Titel und Auszeichnungen
- All American Wrestling
  - AAW Heritage Championship (1×)
  - AAW Tag Team Championship (3×) mit Andrew Everett

- Championship Wrestling from Hollywood
  - MAV Television Championship (2×)
  - CWFH Heritage Tag Team Championship (1×) mit Joey Ryan
  - UWN Tag Team Championship (1×) mit Tomaste
  - Percy Pringle III Cup (2012)

- Empire Wrestling Federation
  - EWF Heavyweight Championship (2×)
  - EWF American Championship (1×)
  - EWF Cruiserweight Championship (2×)
  - EWF Tag Team Championship (3×) mit Mondo Vega
  - Great Goliath Battle Royal (2008)
  - Wrestler of the Year (2008)
  - Match of the Year (2008)
  - Match of the Year (2007)
  - Most Improved Wrestler (2006)
  - Rookie of the Year (2004)

- Millennium Pro Wrestling
  - MPW World Championship (1×)
  - MPW World Title Tournament (2010)

- NWA Championship Wrestling From Hollywood
  - NWA Heritage Championship (1×)

- West Coast Wrestling Connection
  - WCWC Heavyweight Championship (1×)